# Boing Boing !!
Cet article possède des paronymes, voir Boing (homonymie) et Boeing Boeing.
Boing Boing !! (モーレツ!ボイン先生, Mo-Retsu! Boin Sensei) est un hentai manga japonais à tendance ecchi créé par Hidemaru. Il est prépublié dans le magazine Men's Young et publié au Japon en cinq volumes reliés par Futabasha entre 2005 et 2008. La version française a été éditée par Taifu comics en cinq tomes sortis entre octobre 2009 et juin 2010.

## Synopsis
Takeshi Kôno, fantasme sur les aventures sexuelles de sa star du porno, Kozue Motokura. Il est alors embauché dans une école en tant que professeur, jusqu'à ce qu'il réalise qu'une des enseignantes ressemble trait pour trait à Kozue. 

## Personnages
- Takeshi Kôno : 26 ans, il travaille en tant qu'enseignant de sociologie dans un lycée. Obsédé et libertin, il n'hésite pas à poursuivre son champ d'action sensuel envers ses collègues, sa passion sont les vidéos pornographiques. Dans ses aventures, il a souvent des rapports sexuels avec les jumelles Motokura, ainsi qu'avec Anna, Kyôko, Sakura, Higuchi et Shirakawa.
- Aya : 26 ans, professeur de plongée, elle est également une amie d'enfance de Takeshi.
- Kozue Motokura : 24 ans, actrice de film pornographique et sœur jumelle de Miki.
- Miki Motokura : 24 ans, la sœur jumelle de Kozue, elle est conseillère d'éducation dans le même lycée que Takeshi Kôno.
- Susumiya Azusa : 29 ans, ancienne star du porno, elle produit les films de Kozue.
- Mlle Shirakawa : Professeur d'éducation physique et sportif.
- Kyôko Morioka : Infirmière du lycée.
- Anna Johnson : Professeur d'anglais d'origine américaine.
- Mme Egawa : Proviseur du lycée.
- Sakura Dômyôji : Professeur de musique.
- Mlle Sakiguchi : Professeur d'art plastique.
- Higuchi Kazuha : Bibliothécaire du lycée.